# Рашківська волость
Рашківська волость — адміністративно-територіальна одиниця Ольгопільського повіту Подольської губернії із центром у містечку Рашків.
Станом на 1885 рік складалася з 10 поселень, 10 сільських громад. Населення — 13 509 осіб (6661 чоловічої статі та 6848 — жіночої), 1782 дворових господарства.
|                     | Площа, десятин | У тому числі орної, дес. |
| ------------------- | -------------- | ------------------------ |
| Сільських громад    | 12632          | 8225                     |
| Приватної власності | 15836          | 6288                     |
| Іншої власності     | 540            | 338                      |
| Загалом             | 29008          | 14851                    |

Найбільші поселення волості станом на 1885:
- Рашків — колишнє власницьке містечко за 70 верст від повітового міста, 3105 осіб, 474 дворових господарства, 2 православні церкви, костел, 2 синагоги, 6 постоялих дворів, 3 постоялих будинки, 68 лавок, 10 водяних млинів, салотопний і шкіряний заводи, базари через 2 тижні.
- Олексіївка — колишнє власницьке село, 886 осіб, 474 дворових господарства, православна церква, школа, постоялий будинок, 3 водяних млини, пивоварний завод.
- Баштанків — колишнє власницьке село, 1967 осіб, 303 дворових господарства, православна церква, школа, постоялий будинок, солодовий і винокурний заводи.
- Волядинка — колишнє власницьке село, 582 особи, 108 дворових господарств, православна церква, постоялий будинок, 6 водяних млинів.
- Загнітків — колишнє власницьке містечко, 2675 осіб, 416 дворових господарств, православна церква, костел, синагога, школа, лікарня, 3 постоялих будинки, 4 лавки, винокурний і бурякоцукровий заводи.
- Катеринівка — колишнє власницьке село, 980 осіб, 149 дворових господарств, православна церква, 2 постоялих будинки.
- Подойма — колишнє власницьке село при річці Дністер, 805 осіб, 168 дворових господарств, православна церква, школа, постоялий будинок, тютюнова плантація.